# Helianthemum marifolium
Hélianthème à feuilles de marum
Espèce
Helianthemum marifolium, nom français : « Hélianthème à feuilles de marum »; est une espèce de plante vivace de la famille des Cistacées. C'est une espèce protégée.

## Synonymes
- Synonymes homotypiques
  - Cistus marifolius L. in Sp. Pl.: 526 (1753)
  - Helianthemum oelandicum subsp. marifolium (L.) Bonnier & Layens in Tabl. Syn. Pl. Vasc. France: 36 (1894)
  - Helianthemum vineale subsp. marifolium (L.) Nyman in Consp. Fl. Eur.: 75 (1878), nom. illeg.
- Synonymes hétérotypiques
  - Helianthemum canum var. marifolium (L.) Grosser in H.G.A.Engler (ed.), Pflanzenr., IV, 193: 113 (1903)
  - Helianthemum myrtifolium subsp. marifolium (L.) Rivas Goday & Borja in Anales Inst. Bot. Cavanilles 19: 377 (1961), not validly publ.
  - Helianthemum origanifolium var. genuinum Willk. in Icon. Descr. Pl. Nov. 2: 145 (1862), not validly publ.
  - Helianthemum origanifolium var. marifolium (L.) Nyman in Syll. Fl. Eur.: 224 (1855), nom. superfl.
  - Rhodax dichotomus var. discolor Spach in Hist. Nat. Vég. 6: 44 (1838), nom. illeg [2]
- Et aussi :
  - Helianthemum origanifolium fo. andalusicum Font Quer & Rothm, 1992.
  - Helianthemum marifolium subsp. conquense	Borja & Rivas Goday ex G. López	Anales Jard. Bot. Madrid 50(1): 55	1992
  - Helianthemum marifolium subsp. frigidulum	(Cuatrec.) G. López	Anales Jard. Bot. Madrid 50(1): 56	1992
  - Helianthemum marifolium subsp. molle	(Cav.) G. López	Anales Jard. Bot. Madrid 50(1): 55	1992
  - Helianthemum marifolium subsp. origanifolium[3].
- Et encore :
  - Cistus marifolius L., 1762
  - Cistus myrtifolius Lam., 1779
  - Helianthemum alpinum Delarbre, 1800
  - Helianthemum dichroum Kunze, 1846
  - Helianthemum frigidulum Cuatrec., 1929
  - Helianthemum marifolium subsp. cinerascens (Willk.) Malag., 1973
  - Helianthemum marifolium subsp. dichroum (Kunze) O.Bolòs & Vigo, 1974
  - Helianthemum marifolium Mill., 1768 subsp. marifolium
  - Helianthemum marifolium subsp. niveum (Willk.) Malag., 1973
  - Helianthemum marifolium subsp. tomentosum (Willk.) Malag., 1973
  - Helianthemum marifolium var. cinerascens Willk.
  - Helianthemum marifolium var. niveum Willk.
  - Helianthemum marifolium var. tomentosum Willk.
  - Helianthemum myrtifolium Samp., 1931
  - Helianthemum myrtifolium subsp. marifolium (L.) Rivas Goday & Borja
  - Helianthemum oelandicum subsp. marifolium (L.) Bonnier & Layens, 1894
  - Helianthemum vineale subsp. marifolium (L.) Nyman, 1878
  - Rhodax dichrous (Kuntze) Holub, 1976
  - Rhodax marifolius (L.) Fuss, 1866[4]

## Description
La plante est haute de 10-20 cm, vivace, ligneuse à la base, à rameaux grêles et tomenteux. Les feuilles sont opposées, ovales en cœur à la base, aiguës, vertes en dessus, blanches en dessous. Les fleurs sont jaunes, petites, en grappes terminales, munies de bractéolées. Elles sont pourvues de cinq sépales, ovales-oblongs, poilus-tomenteux . Les pétales dépassent le calice. Les étamines sont sur plusieurs rangs; le style est contourné à la base. Le fruit est une capsule oblongue, un peu poilue
.

## Habitat
Bois et lieux arides. Elle est présente en France dans les Bouches-du-Rhône, mais aussi en Espagne et au Portugal.
Cette espèce protégée fait l'objet d'expérimentations de translocation afin de réduire les impacts potentiels du développement de carrières sur les populations d’Helianthemum marifolium et réhabiliter certaines zones sur leurs sites d’exploitation 

## Utilisation
Comme différentes espèces du genre Helianthemum cette plante médicinales contient des polyphénols leur donnant des propriétés antioxydantes et antimicrobiennes